# 擬定廣告策略

## 概念
廣告企劃與策略肩負三大使命。
- 工作界定，以便清楚地描繪廣告主的企圖與心意。
- 提供資訊，以供廣告公司參考與運用。
- 品質管制，以做日後評估廣告創意發展是否符合策略的依據。

因此廣告策略應由行銷人員提筆撰寫，以確定廣告策略與行銷策略之間能緊密結合。

## 企劃案分析階段
一般企劃案分析過程包括五個階段。〔環境分析→擬定策略→檢視分析〕Plan→執行Do→評估See       
- 環境分析：就現有相關資料加以整理分類：並歸納出市場動態、產品特性、競爭者意向及消費者趨勢，提出看法，如此才能擬出好的策略。
- 擬定策略：根據環境分析結果與執行廣告目標，廣告策略創意表現和媒體計畫等之擬定。
- 檢視分析：重新檢視並分析評估，修正不同部分充分準備。
- 執行階段：控制預算，使廣告媒體分配與運用達到最高效益，監控各項工作是否符合原先計劃，並透過市場調查觀察市場反應，以便隨時調整。
- 評估階段：評估階段包括：廣告（公關、促銷）效果的評估，媒體計劃的評估，財務與銷售的評估等。